# L’Époque

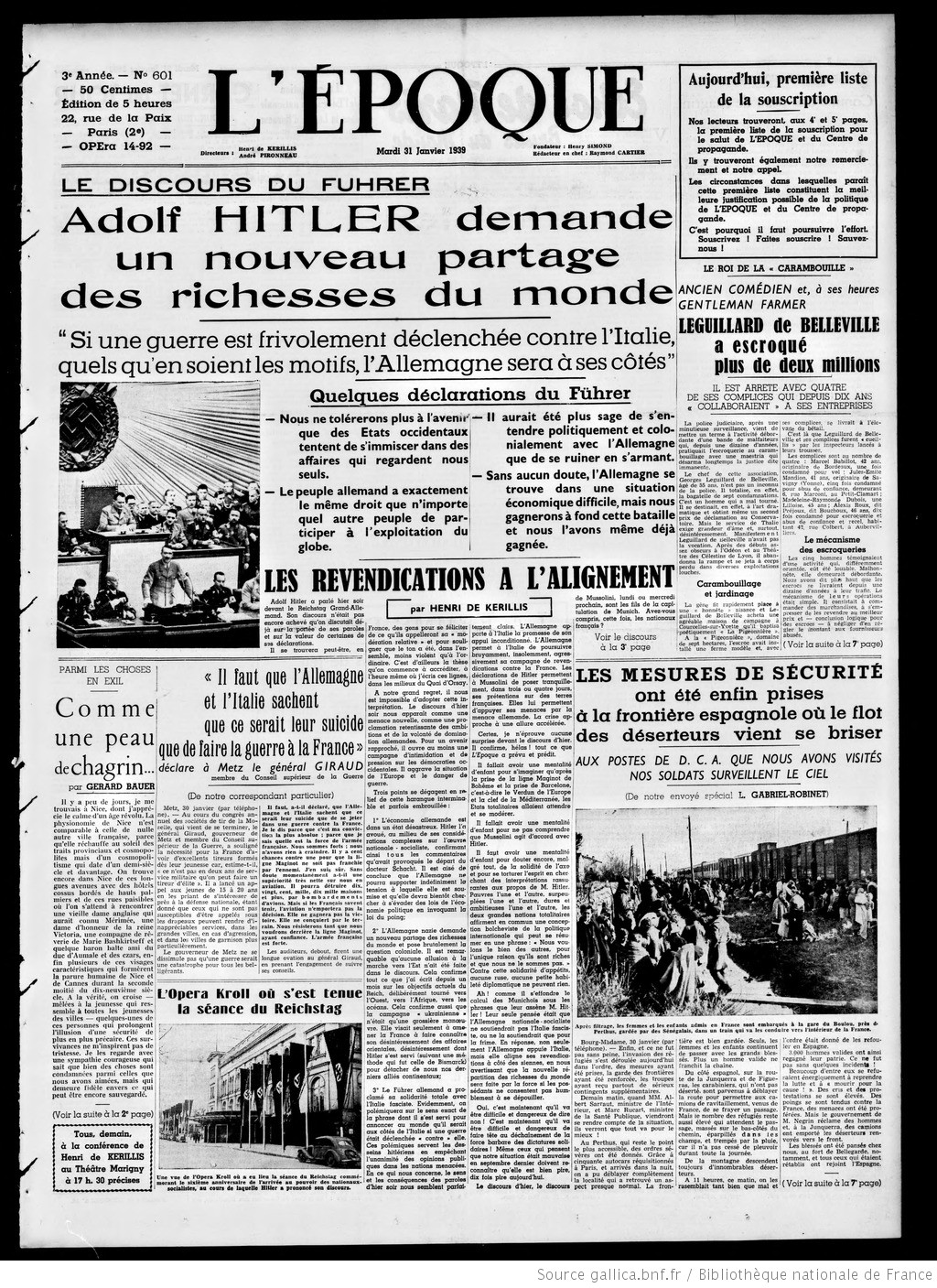
L’Époque vom 31. Januar 1939

L’Époque war eine französische Tageszeitung, die 1937 von Henry Simond gegründet wurde und (mit einer Unterbrechung von 1940 bis 1945) bis 1949 bestand.

## Geschichte
Die erste Ausgabe von L’Époque erschien am 9. Juni 1937. Die Redaktion bestand aus ehemaligen Journalisten von L’Écho de Paris. L’Époque wurde mit geringen finanziellen und personellen Mitteln gegründet und führte regelmäßig Subskriptionen durch, um seine Liquidität zu sichern.
Nach dem Tod von Henry Simond am 24. Juli 1937 wurden André Pironneau und Henri de Kérillis gemeinsam Direktoren und Raymond Cartier zum Chefredakteur ernannt. Ihre politische Position, die konservativ, aber entschieden gegen den Nationalsozialismus gerichtet war, brachte ihr eine begrenzte Anzahl von Lesern ein. Anfang 1938 erreichte die Auflage 92.000 Exemplare.
Nach dem Anschluss Österreichs im März 1938 war L’Époque die einzige französische Tageszeitung, die die Möglichkeit eines Krieges gegen das Dritte Reich ernsthaft in Betracht zog. Sie lehnte das Münchner Abkommen vom September 1938 ab.
Die Zeitung wurde am 10. Juni 1940 wegen des Einmarsches der deutschen Armee in Paris eingestellt und am 3. Mai 1945 mit dem Untertitel „Sabordée en juin 1940“ (im Juni 1940 versenkt) wieder aufgenommen. Die Zeitung stellte ihr Erscheinen um 1949 endgültig ein, als sie von L’Aurore übernommen wurde.
Zu den Autoren von L’Époque gehörten neben Kerillis, Cartier und Pironneau auch Henry Bordeaux und Jean-Jacques Gautier.

## Andere Zeitungen gleichen Namens
- L’Époque von 1845 bis 1847[11]
- L’Époque von 1865 bis 1869[12]